# Гірський притулок на Уршлі горі
46°29′5″ пн. ш. 14°57′50″ сх. д. / 46.48472° пн. ш. 14.96389° сх. д.
Гірський притулок на Уршлі горі — гірський притулок, розташований у Погор'ї (Словенія).

## Опис
Притулок розташований біля Уршлої гори, або Плешивця (1699 м), неподалік церкви св. Урсули, побудованої у 1602. Поруч знаходиться телевізійний передавач. Перший притулок був возведений німецько-австрійським гірським товариством у 1912, після Першої світової війни він перейшов на баланс Мислинського управління Словенського гірського товариства. 29 серпня 1942 притулок був знищений пожежею. Після визволення Словенії спалену будівлю прийняло на баланс гірське товариство Превалє, яке відновило її та відкрило для туристів 22 серпня 1948. У 1980—83 будівля притулку була значно розширена та доповнена; оновлений варіант став доступним для відвідувачів 17 червня 1984, на 65-ту річницю гірського товариства Превалє. На початку 1992 на території притулку з'явився сигнал мобільного зв'язку.
Притулок приймає туристів з початку червня до кінця вересня весь тиждень, а також у вихідні та свята. В гостиній розташовані сто місць та барна стійка, 120 місць знаходиться на відкритому повітрі; є також одинадцять номерів та 60 койко-місць, а також два загальні номери з 22 місцями. Також присутні туалет, умивальня з теплою та гарячою водою, центральне опалення в новій частині притулку та сигнал мобільного зв'язку.

## Краєвид
З території притулку відкривається широкий краєвид. На сході та південному сході лежать Мислинська, Шалешка та нижня Савіньська долина, можна побачити також Словень Градець, Веленє та Шоштань, з тильної частини видно Погор'є, Пашкі Козьяк, гору Ольку та Посавське передгір'я; з південної частини видно Смрековець, Голте, Добровлє, Меніна планина, за Білими Водами — верхню частину Савіньської долини; з південного заходу на північний захід можна побачити Радугу, Ольшеву, Камнік-Савіньські Альпи, Пеце та Свіншку планину; з північної частини видно Межицьку долину з Равнями та Превалє, біля підніжжя Уршлої гори видно Іварчке озеро, Котлє та Прешкі врх, праворуч — пагорбистий Селовець, Стройна та Чрнешка гора, Голиця; на північному сході — Дравська долина з Кошеняком. Якщо видимість добра, можна побачити також Юлійські Альпи з Триглавом, Високий Тауерн та Тисо-Дунайську низовину.

## Доступ
- З Равнів-на-Корошкем місцевою дорогою та лісовим шляхом через притулок для лижників, притулок на Наравських леднінах до паркінгу під Малим врхом на автомобілі — 30 хв
- З Равнів-на-Корошкем через притулок для лижників через Козиний хребет — 3 год
- Зі Словень Градеця Словенським гірським шляхом через Поштовий дім під Плешивцем — 4 год
- З Превалє через Леше — 4 год
- З Межиці — 4 год
- Місцевою дорогою Межиця — Чрна-на-Корошкем, з Жер'ява до господарства Крставчнік через притулок на Наравських леднінах — 3 год
- Місцевою дорогою Чрна-на-Корошкем — Топольщиця до перевалу Нижнє Слеме — 2 год
- З Шоштаня через Андреєвий притулок на Слемені — 5 год

До Равнів-на-Корошкем та Превалів можна дістатися потягом, до Словень Градеця, Межиці та Шоштаня — також автобусом.

## Туристичні шляхи
- Притулок на Наравських леднінах (1072 м, 1 год 30 хв)
- Поштовий дім під Плешивцем (805 м, 2 год)
- Андреєвий притулок на Слемені (1096 м, 2 год)
- Притулок на Смрековці (1377 м, 4 год 30 хв)